# Carukia barnesi
Carukia barnesi (Southcott, 1967) é uma cubomedusa, oceânica, planctônica, (Cubozoa) da família Carukiidae que inflige uma picada potencialmente fatal que causa a síndrome de Irukandji. C. barnesi também é conhecida pelos nomes populares Irukandji e vespa-marinha, apelidos dados a outras espécies de cubomedusas também (e.g. Malo kingi). É uma medusa de tamanho diminuto, seu sino mede no máximo 30 mm, com tentáculos que podem se estender até 75 cm de comprimento, encontrada nas águas dos Oceanos Pacífico e Índico, principalmente na costa norte da Austrália, em clima tropical e sub-tropical.

## Etimologia
O nome C. barnesi (Southcott, 1967) foi dado em homenagem a John (Jack) Handyside Barnes (1922–1985), médico e toxicologista. Intrigado com as pesquisas de seu colega Hugo Flecker sobre Chironex fleckeri nas praias de North Queensland, Austrália, Barnes, em 1958, aceitou pesquisar sobre as espécies de águas-vivas possíveis causadoras da Síndrome de Irukandji para a Associação Médica Britânica. Em dezembro de 1961, logo após o relato de casos de síndrome de Irukandji acontecendo na mesma área, Barnes e seus ajudantes identificaram dois espécimes de uma água-viva candidata a agente causador. Barnes só foi capaz de ver o corpo do primeiro espécime quando ele o colocou em contato com o vidro de sua máscara de mergulho. O segundo exemplar foi capturado pelo salva-vidas Don Ludbey, que só notou a água-viva porque estava presa por um único tentáculo a um peixe nadando erraticamente. Os espécimes eram uma cubomedusa do tamanho de uma unha e, para avaliar os sintomas, Barnes aplicou o veneno em si, em seu filho de 9 anos e em um salva-vidas local voluntário. Todos descreveram a dor tardia, mas excruciante. R. V. Southcott, seu colaborador, descreveu e nomeou a nova espécie para a ciência.

## Descrição
A morfologia de C. barnesi segue a morfologia básica das cubomedusas. A medusa possui um sino translúcido, de formato cúbico, coberto de verrugas de nematocistos, com 4 tentáculos que se estendem de um pedalium preso em cada canto do sino. Os tentáculos têm um padrão alternado de aglomerados de nematocistos grandes e pequenos, frequentemente referidos como anéis ou crescentes de nematocistos.